# Al-Mahvit
Al-Mahvit (arapski: المحويت‎), je grad od 13.008 stanovnika, na sjeverozapadu Jemena, udaljen oko 111 km sjeverozapadno od glavnog grada Sane.
Al-Mahvit je administrativno sjedište male planinske, zelene jemenske muhafaze al Mahvit od 494.557 stanovnika.

## Zemljopis
Za al-Mahvit govore da je jedan od najljepših jemenskih gradića svojim položajem u visokom zelenom gorju punom vadija koji imaju vode tokom cijele godine, i svojom arhitekturom. Kuće u al-Mahvitu građene od kamena, u specifičnom arhitektonskom stilu.
Al-Mahvit leži na zapadnim obroncima planine Bilad Gjal na nadmorskoj visini od 2100 m. Grad je procvjetao kad i trgovina kavom, tad je postao sabirni centar za transport kave od kasnog 15. st. do polovice 18. st. Za vrijeme prve otomanske vladavine u Jemenu od 1538. – 1635. postao je važni administrativni centar.

## Vanjske poveznice
- O gradu al-Mahvitu na portalu Al-Mahwit governorate (engl.)